# Peter Schattschneider
Peter Schattschneider (* 1950 in Wien) ist ein österreichischer Physiker und Science-Fiction-Schriftsteller.

## Laufbahn
Peter Schattschneider studierte bis 1973 Physik an der Technischen Universität Wien. Das Thema seiner Diplomarbeit lautete Röntgenographische Bestimmung von Diffusionsprofilen in dünnen Schichten. Von 1974 bis 1977 studierte er Lehramt für Physik und Mathematik an der Universität Wien, danach arbeitete er in der Fernerkundung. Ab 1980 war er als Universitätsassistent am Institut für Angewandte und Technische Physik tätig, seit 1988 als außerordentlicher Universitätsprofessor.

## Forschung
In seiner Forschung beschäftigte Schattschneider sich vornehmlich mit Elektronenmikroskopie, darunter besonders die Erzeugung, Charakterisierung und Anwendung von electron vortex beams und die Detektion von magnetischem Dichroismus. Web of Science verzeichnet (Stand November 2022) 200 wissenschaftliche Publikationen, die zusammen 4.400 mal zitiert wurden (h-Index 36).
Von 1992 bis 1993 arbeitete er am CNRS (Centre Nationale de la Recherche Scientifique) in Paris. 1995 erhielt er eine Gastprofessur an der École Centrale Paris. Von 2000 bis 2006 war er Leiter der Universitären Serviceeinrichtung für Transmissionselektronenmikroskopie (USTEM) an der TU Wien.

## Science-Fiction-Autor
1978 wurde seine erste Science-Fiction-Erzählung veröffentlicht und es folgten danach regelmäßig weitere Kurzgeschichten in verschiedenen Anthologien und Magazinen, teilweise unter dem Pseudonym Thomas Loikaja. Einige seiner Werke wurden ins Französische und ins Englische übersetzt.

## Preise und Auszeichnungen
- 1981: Theodor-Körner-Preis für seine Arbeit auf dem EEL Spektrometer
- 1992: Kurd-Laßwitz-Preis für die Kurzgeschichte Pflegeleicht
- 1995: Kurd-Laßwitz-Preis für die Kurzgeschichte Brief aus dem Jenseits

## Werke

### Als Autor

#### Romane
- Singularitäten. Ein Episodenroman im Umfeld schwarzer Löcher. Suhrkamp, Frankfurt/M. 1984, ISBN 3-518-37521-0.
- Hell Fever – Höllische Spiele. Science-Fiction-Roman. Hinstorff Verlag, Rostock. 2019, ISBN 978-3-356-02276-6.
- The Exodus Incident. Science-Fiction-Roman. Springer Nature Switzerland, Cham 2021, ISBN 978-3-030-70018-8

#### Kurzgeschichtensammlungen
- Stützpunkt im Sandmeer (als Thomas Loikaja). (Terra Astra #449). Pabel-Moewig, Rastatt. 1980
- Zeitstopp. Science-Fiction-Geschichten. (Phantastische Bibliothek; Bd. 76). Suhrkamp, Frankfurt/M. 1982, ISBN 3-518-37319-6.
- Irrläufer (als Thomas Loikaja). (Terra Astra #589). Pabel-Moewig, Rastatt. 1983
- Selbstgespräch mit Protoplasma. Erzählungen aus der Zukunft. Verlag im Waldgut, Frauenfeld 2009, ISBN 978-3-03740-384-6 (mit einem Nachwort von Franz Rottensteiner).

#### Kurzgeschichten
- 1978: Rechtsbrecher
- 1979: Superzyte
- 1979: Zeitstopp
- 1980: Zwischenstationen
- 1980: Des anderen Retter (als Thomas Loikaja)
- 1980: Die Haushälterin (als Thomas Loikaja)
- 1980: Einer zuviel an Bord (als Thomas Loikaja)
- 1980: Nur ein böser Traum (als Thomas Loikaja)
- 1980: Orcomp oder Tod (als Thomas Loikaja)
- 1980: Stützpunkt im Sandmeer
- 1980: Ein traumhafter Erfolg
- 1980: Vakuum
- 1981: Banana Streams
- 1981: Das andere Land
- 1981: Die Angst des L. vor den Steinen
- 1981: Liebe ist ein Molekül
- 1981: Unternehmen Glaspalast (mit Alfred W. Drist)
- 1982: Universum Ω
- 1982: Das wirtschaftlichste aller Systeme (neue, vollständig überarbeitete und mit einer Rahmenhandlung versehene Version von Orcomp oder Tod)
- 1982: Wrackschnüffler (als Thomas Loikaja)
- 1982: Verschwörung der Zwiedenker (auch als Zwiedenker)
- 1983: Zur Komplementarität zwischen Realismus und subjektivem Idealismus
- 1983: Begegnung (als Thomas Loikaja)
- 1983: Fragment einer Verwandlung (als Thomas Loikaja)
- 1983: Irrläufer (als Thomas Loikaja)
- 1983: Spuren (als Thomas Loikaja)
- 1983: Zur Prüfung eines Sachverhalts (als Thomas Loikaja)
- 1984: Die Rückkehr
- 1986: SAM
- 1987: Ein Brief aus dem Jenseits
- 1987: Selbstgespräch mit Protoplasma
- 1988: Schnippchen
- 1989: GIPS Unlimited
- 1989: Das Rätsel des Marterpfahls
- 1990: Diamanten-Deal
- 1991: Pflegeleicht!©
- 1992: Emulitis
- 1993: Hausmacht
- 1994: Brief aus dem Jenseits
- 1995: Das reduzierte Ich
- 1996: Exit to?
- 1997: Zwiedenker
- 1999: Exit to Paradise
- 2002: TinkerBell oder Aufzeichnungen aus einer anderen Welt
- 2018: Tiefschlaf

#### Sachbuch
- Fundamentals of Inelastic Electron Scattering. Springer, Wien 1986, ISBN 3-211-81937-1.

### Als Herausgeber
- Science Fiction – Werkzeug oder Sensor einer technisierten Welt?. Vortragsreihe. EDFC, Passau 1995 (zusammen mit Karlheinz Steinmüller)
- Linear and Chiral Dichroism in the Electron Microscope. Jenny Stanford Publishing, 2011, ISBN 978-981-4267-48-9